# シリル・バイユ
シリル・バイユ（Cyril Baille、1993年9月15日 - ）は、トップ14スタッド・トゥールーザンに所属するラグビー選手。

## プロフィール
- フランス・ポー出身。
- ポジションはプロップ(PR)。
- 身長 182cm、体重 116kg
- U20フランス代表に選ばれたことがある[1]。
- フランス代表キャップは28（2021年4月現在）でラグビーワールドカップ2019のフランス代表に選ばれた[2]。

## 略歴
2012年、トゥールーズに加入。